# Collada del Roure
La Collada del Roure és una collada situada a 542,3 m alt entre els termes comunals dels Banys d'Arles i Palaldà, a l'antic terme de Montalbà dels Banys, i d'Arles, tots dos del Vallespir (Catalunya del Nord). És en el límit occidental del terme dels Banys d'Arles i a l'oriental del d'Arles, a la zona nord-oest de l'antic terme de Montalbà dels Banys, al nord de la capella de Santa Engràcia i a ponent del Mas Fonts. Pel costat d'Arles, queda al sud-est de l'Alzina Rodona.